# Friedrich Grund (Wasserbauingenieur)
Franz Friedrich Alexander Grund (* 5. Mai 1814 in Heinrichau, Landkreis Münsterberg, Provinz Schlesien; † 16. Mai 1892 in Berlin) war ein deutscher Wasserbauingenieur.

## Leben
Friedrich Grund, Sohn eines Justizrats und Gerichtskanzlers, erlernte neben dem Gymnasialunterricht in Breslau das Handwerk des Kunstdrechslers. Er besuchte die Kunst- und Bauhandwerkschule Breslau, wo er 1836 die Feldmesserprüfung bestand. Nach praktischer Tätigkeit legte er 1841 die Abschlussprüfung an der Allgemeinen Bauschule ab.
Der Wasserbauingenieur Gotthilf Hagen vermittelte Grund die erste Arbeit im wasserbaulichen Bereich an der Mosel. Nach Chausseebauten im Siegtal wurde ihm unter Friedrich August Stüler die Oberleitung der Arbeiten am Residenzschloss in Koblenz übertragen, wo er nebenher größere Privatbauten entwarf und ausführte. Aufgrund seiner Leistungen und mit der 1844 bestandenen Staatsprüfung als Land- und Wasserbau-Inspektor wurde Grund bis 1847 mit den Erweiterungsbauten für die Abteikirche Altenberg im Bergischen Land beauftragt, anschließend übernahm er die Bauleitung für die Hafenbauten der Stadt Köln. 1850 wurde er zum Wasserbaumeister in Cochem ernannt und 1854 als Wasserbauinspektor und kommissarischer Ingenieur für die Meliorationsarbeiten in der Rheinprovinz dem Oberpräsidenten unterstellt. Er führte die Melioration der Niers durch und entwarf entsprechende Pläne für die Erft. 1856 wurde Grund Landes-Meliorations-Bauinspektor der Rheinprovinz in Düsseldorf, während er nebenher den Wupper-Regulierungsplan für die Städte Barmen und Elberfeld bearbeitete.
1860 stieg er zum Regierungs- und Baurat im Regierungsbezirk Stettin auf, wo er hauptsächlich die Verbreiterung der Oder unterhalb Stettin durchführte und mit Kanalplänen für Pommern beauftragt war. Nach nur zwei Jahren wurde er zum Geheimen Baurat und vortragenden Rat im Ministerium für Handel, Gewerbe und öffentliche Arbeiten befördert. Hier unterstanden Grund alle Wasser- und Straßenbauten in der Rheinprovinz, Westfalen und Sigmaringen, später auch Hessen-Nassau. Eine wichtige Arbeit war außerdem die Umarbeitung eines Entwurfes für die Flusskanalisierung der oberen Saar; parallel leitete er das Kommissariat für die gemeinsam mit Frankreich auszuführende Strecke Saargemünd–Güdingen.
Von 1866 bis 1873 war Grund nebenher Direktor der Berliner Bauakademie, einer Vorläuferin der späteren Technischen Hochschule. Zudem wurde er 1869 Kommissar für die Grenzregulierung zwischen Preußen und Oldenburg längs der unteren Weser und verfasste 1870 eine Denkschrift über die Wasserstraßen und Kanäle in Elsaß-Lothringen. Er war federführend beteiligt am Entwurf des Rhein-Maas-Kanals sowie am Bau des Ruhrorter Hafens, des Hafens Oberlahnstein und des Sicherheitshafens Emmerich. Nach 1873 erhielt er zusätzlich das Referat über die Berliner Bauakademie, zeitweilig sogar das für die Personalien der Bauamtskandidaten. Grund war Mitglied zahlreicher amtlicher Kommissionen, beispielsweise derjenigen für die Regulierung der Emscher-Niederung und der für die Untersuchung der Rheinstrom-Verhältnisse, sowie Mitglied des technischen Oberprüfungsamtes und seit 1880 Mitglied der Akademie des Bauwesens in Berlin. 1887 ging Grund aus gesundheitlichen Gründen in den Ruhestand.
Friedrich Grund starb, nur elf Tage nach seinem 78. Geburtstag, im Mai 1892 in Berlin. Er wurde auf dem Alten Zwölf-Apostel-Kirchhof in Schöneberg bei Berlin beigesetzt. Das Grab ist nicht erhalten.
Durch seine vielseitigen Tätigkeiten und großen Erfahrungen legte Grund das Fundament für den späteren wissenschaftlichen „Landwirtschaftlichen Wasserbau“, aus dem sich zum größten Teil, neben den Anteilen des Siedlungswesens und der Wasserkraft, die heutige Wasserwirtschaft, entwickelt hat.